# 김주리 (국악인)
김주리(1993년 5월 23일 ~ )는 대한민국의 국악인이자 가수이다.

## 방송
- 2018  Mnet [너의 목소리가 보여] 동방신기편 국악실력자
- 2021  JTVC [풍류대장 - 힙한 소리꾼들의 전쟁] - Top6(4위)
- 2022  TV조선 [국가가 부른다] 국악특집
- 2023  KBS [국악한마당]
- 2023  KBS [열린음악회]
- 2023  MBC [미스터리 음악쇼 복면가왕] 패러글라이딩
- 2023  MBC [한민족의 소리 : the NEXT LEVEL] - 4위
- 2024  KBS [국악한마당]

## 공연
- 한일월드컵 성공개최 기원 전국순회 완창 (2002)
- 노무현대통령 취임 퇴임 공연 (2003, 2008)
- 국립창극단 <변강쇠 점 찍고 옹녀> (2019)
- 2020신진국악실험무대_Elastic collision[탄성충돌] (2020)
- 국립극장 기획공연 <명색이 아프레걸> (2021)
- ‘풍류대장’ 전국투어 콘서트 (2021~2022)

## 경력
- 세계 최연소 최장시간 판소리 연창 기록 (2003)
- 세계한인교류협력기구 W-KIKA 홍보대사

## 수상
- 2017년 제20회 서편제 보성소리축제 판소리부문 대학 및 일반부 대상
- 2014년 자랑스러운 청소년대상 예술부문 대상
- 2013년 자랑스런 대한국민대상 문화예술부문 대상